# Josef Georg Schmalz
Josef Georg Schmalz (* 16. Februar 1804 in Kapfing bei Fügen, Tirol; † 16. März 1845 in Brixlegg) war ein österreichischer, tirolischer Dramatiker, Spielleiter und Köhler.

## Leben und Bedeutung

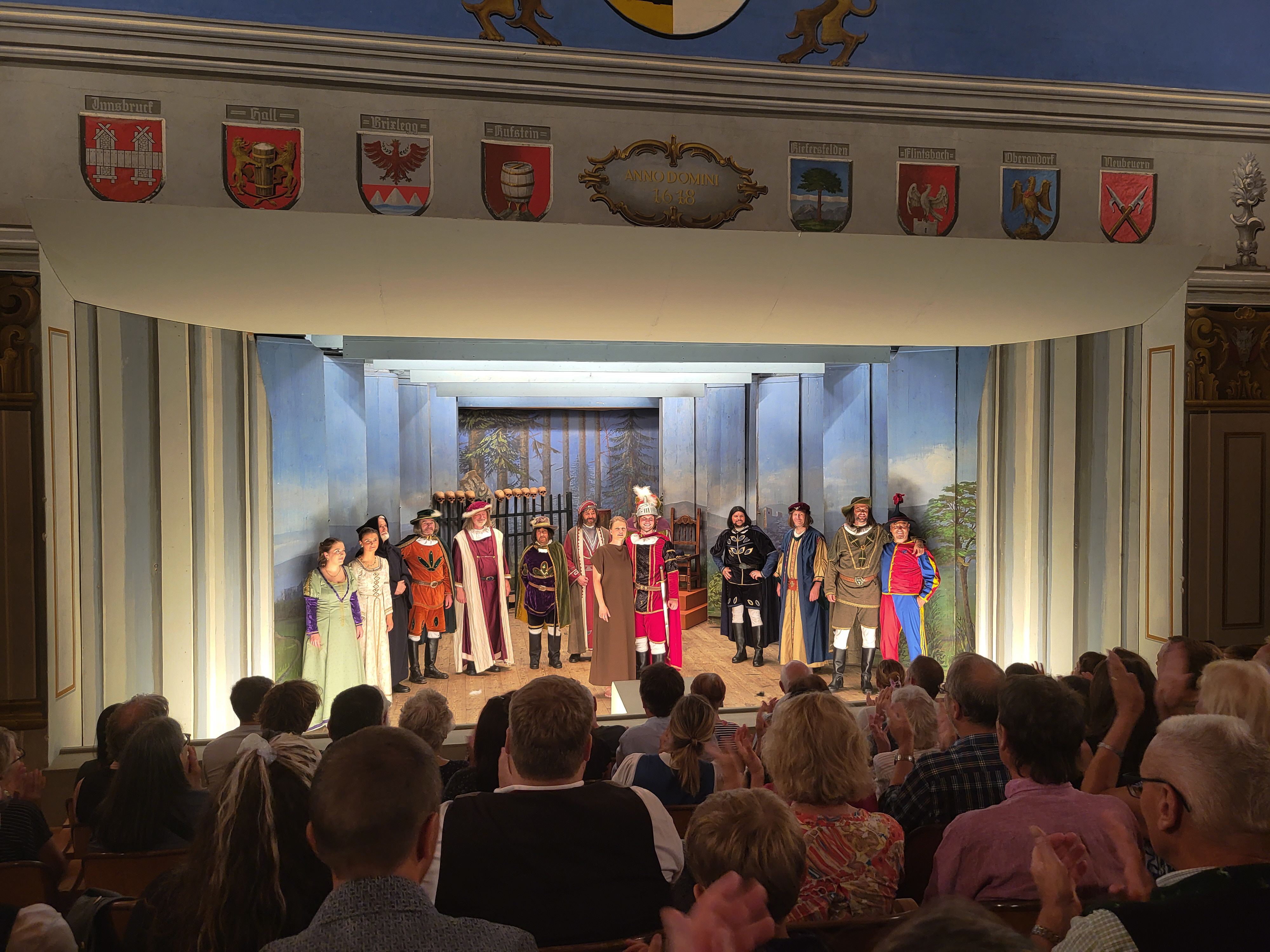
J. G. Schmalz: Almansor und Elvira, Ritterschauspiele Kiefersfelden 2024

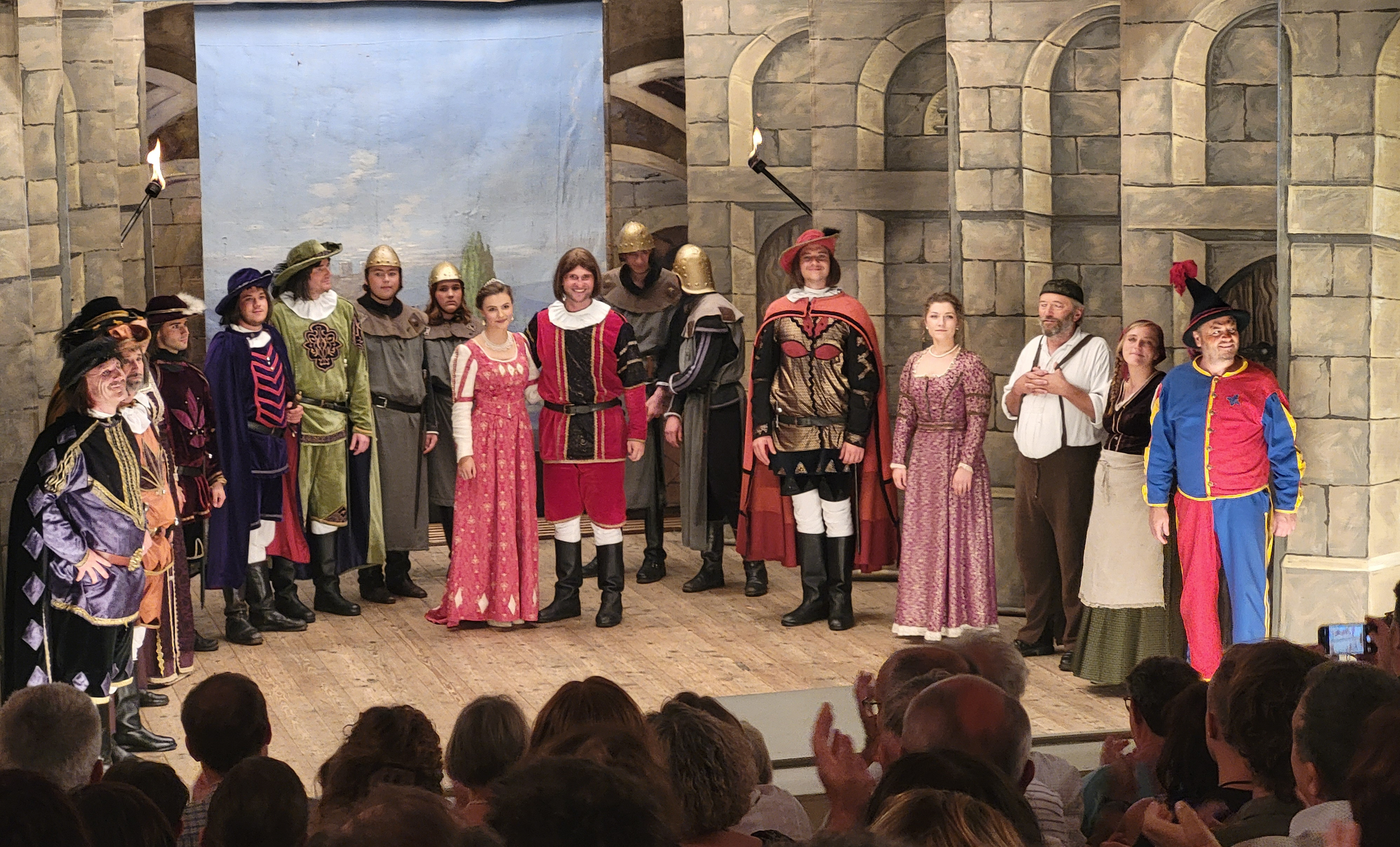
J. G. Schmalz: Ulrika, Ritterschauspiele Kiefersfelden 2025

Über das Leben des Köhlers, Bergknappen und Holzknechts ist wenig bekannt. Nach Brixlegg übersiedelte Josef Georg Schmalz wahrscheinlich schon in jungen Jahren, da ihm das dortige Eisenwerk als Hauptabnehmer seiner Köhlereiprodukte Arbeit und Unterhalt ermöglichte. Schmalz ließ sich dort als Kohlenbrenner in der Unteren Au nieder.
Erste Bühnenerfahrung als Spielleiter sammelte Josef Georg Schmalz auf der nachweislich seit 1775 bestehenden Dorfbühne in Brixlegg. Berühmt wurde er im bayerischen und tirolischen Inntal für seine Darstellung des leidenschaftlichen Bösewichts Golo im Volksschauspiel Genoveva. Nachweislich verfasste er nach seinem Erstlingserfolg Elvira und Almansor, das lange als ländliches Paradebeispiel des Genres galt, mindestens 23 Ritterschauspiele nach Stoffen damals gierig verschlungener Ritterromane, deutscher Volksbücher, von denen nur dreizehn Originalhandschriften erhalten sind. Zwölf von diesen befinden sich im Archiv der Ritterschauspiele Kiefersfelden. Hartmann nennt zudem noch die Stücktitel "Richard und Ida", "Genofeva" und "Hartwella die Räuberin oder Das Erbfräulein von Menteblan"
Nach einem seiner größten Erfolge nennt er sich in der Folge wiederholt "Verfasser von Elvira und Almansor". Auch an der neuen Spielstätte im Garten des „Judenwirt“ wurde er Spielleiter von 1830 bis 1835, in dieser Zeit entstehen seine ersten Dramen.
Wahrscheinlich arbeitslos, wechselte er um 1830 seinen Wohnort von Brixlegg nach Kiefersfelden. Auf dem Thierberg brannte er für das Eisenhüttenwerk an der Kiefer Kohlen. Da er sein Ritterschauspiel Ulricka (erstmals aufgeführt bei den Ritterschauspielen Kiefersfelden 1932, das tragische Ende entsprach im 19. Jahrhundert nicht den Konventionen des aus dem Sakralspiel der Jesuiten entstandenen Genres) auf „Brixlegg 1836“ datierte, lebte er wahrscheinlich nur fünf Jahre bei Kiefersfelden. In Kiefersfelden war er anscheinend so wenig präsent, dass er bereits zwanzig Jahre später vergessen war.
Das von August Hartmann genannte Weihnachtsspiel "Die fröhlichen Hirten" ist nicht überliefert. Sein Sterbedatum – der 16. März 1845 – ist mit der Todesursache Schlagfluss in den Fügener Matrikelbüchern überliefert, zwei Tage später wurde er beigesetzt.
Der Vater von angeblich zehn Kindern war ein leidenschaftlicher Laiendarsteller, Regisseur und Stückeautor. Überliefert sind von seinen Kindern Franz Schmalz (geb. 10. September 1834), Michael Schmalz (geb. 17. September 1835), Vincenz Schmalz (geb. 10. Januar 1838) und Barbara Schmalz (geb. 1. Dezember 1843).

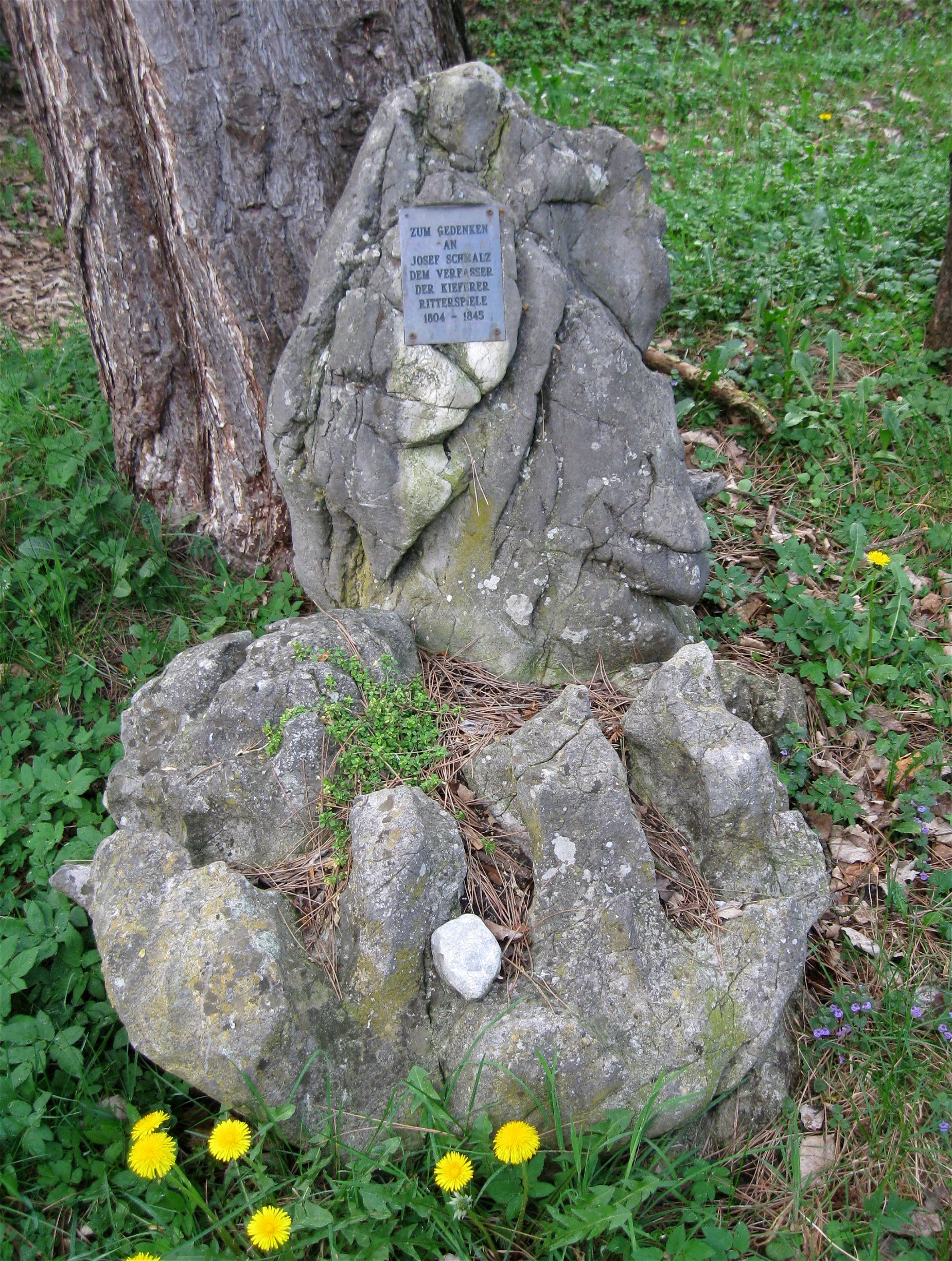
Gedenkstein neben der Comedihüttn der Ritterschauspiele Kiefersfelden

Josef Georg Schmalz gehört als Autor zu den wichtigsten Persönlichkeiten des Volksschauspiels im 19. Jahrhundert, der Volkskundler Ludwig Steub nannte ihn den „Bauern-Shakespeare von Kiefersfelden“.
Mit Ausnahme von Der Kaiser Ocktavianus (1835)(in Rattelmüller, s. u.) wurde bisher kein Ritterschauspiel von Josef Georg Schmalz gedruckt. Mehrere seiner Dramen wurden von Martin Hainzl, dem Archivar der Ritterschauspiele Kiefersfelden, für Aufführungen transkribiert. Die Theatergesellschaft Kiefersfelden stellt sie nur für nachgewiesene Forschungsprojekte oder gehaltvolle Medienberichte zur Verfügung.
Von den Hof- und Nationaltheatern und Wanderbühnen des 19. Jahrhunderts wurden die Dramen von Josef Georg Schmalz wahrscheinlich nie gespielt. Sie bilden den Kern des Repertoires des bayerischen Laientheaters Ritterschauspiele Kiefersfelden.
Zu Lebzeiten des Autors gelangten seine Dramen und seine Spätformen von Sakralspielen auch durch die Spielgemeinschaften der Volkstheater Thiersee (heute Passionstheater Thiersee), Flintsbach, Bad Endorf und Oberaudorf zur Aufführung.
Gedenkstätten: Gedenkstein neben der Comedihütte (Theaterhaus) der Ritterschauspiele Kiefersfelden und Josef-Georg-Schmalz-Koje im Heimatmuseum Fügen.

## Überlieferte Werke

### Originale im Archiv der Ritterschauspiele Kiefersfelden
- Elvira und Almansor oder Sieg über Ketten und Bande oder Vom Sklaven zum Throne – Ritterschauspiel mit Arien und Chören
- Die heilige Barbara – Ritterschauspiel mit Arien und Chören
- Valentinus und Ursinus, die zwei Zwillingsbrüder oder Das Diamantenkreuz – Ritterschauspiel mit Arien und Chören
- Adellin und Ludmilla oder Die sechs Brüder von Perlenstein – Ritterschauspiel mit Arien und Chören
- Der Kaiser Ocktavianus oder Die unschuldig mit ihren Kindern in das Elend vertriebene Kaiserin Dianora – Ritterschauspiel mit Arien und Chören
- Helena, Tochter des mächtigen Kaisers Antonius von Griechenland oder Rache, Reue und Versöhnung – Ritterschauspiel mit Arien und Chören
- Ezzelin der Grausame oder Die Hirtenflöte – Ritterschauspiel mit Arien und Chören
- Ulricka, die unglückliche Gräfin von Warry – Ritterschauspiel mit Arien und Chören
- Floribella, Herzogin von Burgund – Ritterschauspiel mit Arien und Chören
- Richardus, König von England oder Die Gewalt der Liebe – Ritterschauspiel mit Arien und Chören
- Rudolf von Westerburg oder Das Pettermännchen – Eine Geistergeschichte. Ritterschauspiel mit Arien und Chören nach dem Roman Das Petermännchen von Christian Heinrich Spieß
- Erich, der Übelberüchtigte, hernach Wohlbekehrte Räuberhauptmann – Ritterschauspiel mit Arien und Chören

### Originale im Archiv des Passionstheaters Thiersee
- Wendelin von Höllenstein oder Die Totenglocke – Ritterschauspiel mit Arien und Chören
- Mangold von Rottenburg oder Der Kampf um Mitternacht – Ritterschauspiel mit Arien und Chören
- Simon von Trient – Ritterschauspiel mit Arien und Chören

### Original im Archiv des Volkstheaters Brixlegg
- Liebe ohne Hoffnung oder Einem Esel gehört eine solche Kappen – Posse in einem Akt

### Original im Archiv des Volkstheaters Flintsbach
- König Douglas von Morni oder Rinold und Albina oder Hoffnung lässt sich nie zu Schanden werden – Ritterschauspiel mit Arien und Chören